# 에릭 존슨 (아이스하키 선수)
에릭 로버트 존슨(영어: Erik Robert Johnson, 1988년 3월 21일 ~ )은 미국의 아이스하키 선수로 포지션은 수비수이다. 현재 내셔널 하키 리그(NHL)의 콜로라도 애벌랜치 소속으로 뛰고 있으며, 이전에는 세인트루이스 블루스 소속 선수로 활동했다. 2006년 NHL 드래프트에서 전체 1위로 세인트루이스의 지명을 받았으며, 3시즌 동안 뛰었다.
국제 대회에서는 미국 국가대표팀 소속으로 뛰었으며, 올림픽에서 은메달 1개, 세계 선수권 대회에서 동메달 1개를 획득했다.